# 中部山岳国立公園
中部山岳国立公園（ちゅうぶさんがくこくりつこうえん）は、長野県、岐阜県、富山県、新潟県にまたがる飛騨山脈（北アルプス）を中心とした国立公園。

## 概要
1934年12月4日に大雪山国立公園、阿寒国立公園、日光国立公園、阿蘇国立公園（現・阿蘇くじゅう国立公園）とともに指定された。上高地、乗鞍高原などの高原や穂高岳や立山などの3,000メートル級の山々がある。2004年の入場者数は、1,012万人と推定されていて、前年比約91%であった。1888年から3回、日本に宣教師として長期滞在したイギリス人のウォルター・ウェストンは、中部山岳国立公園内の多くの山に山案内人と共に探検的登山を行い、その後『MOUNTAINEERING AND EXPLORATION IN THE JAPANESE ALPS』（日本アルプスの登山と探検）を出版して、世界中に日本アルプスの魅力を紹介した。その功績などを称えて、1937年8月26日の上高地の清水屋ホテルの北東近くに、ウェストンのレリーフが設置された。長野県道24号上高地公園線の釜トンネルが開通しバスが運行されるようになると、多くの一般の観光客が上高地を訪れるようになった。上高地の河童橋では毎年4月27日にアルペンホルンの演奏と共に橋の袂で『上高地開山祭』が開催されている。立山は富士山と白山と共に日本三霊山（日本三名山）であり、古来から信仰対象の山として富山県側から登拝されていた。1771年に建立されたとされている登拝者のための宿泊施設である室堂小屋は国の重要文化財に指定されている。明治以前は女人禁制の山域であった。1971年6月1日に黒部立山アルペンルートが全線開通すると、ルート周辺には多くの観光客、立山周辺の山々に多くの登山者が訪れるようになった。日本山岳会に属する天皇徳仁は皇太子時代に何度も中部山岳国立公園を訪問し、白馬岳、唐松岳、五竜岳、燕岳、常念岳、蝶ヶ岳などの山に登頂している。標高およそ2,500 m付近が森林限界の高山帯で、白馬岳などの北側ほど森林限界の標高が下がり、ハイマツや高山植物が分布している。標高およそ1,500 mから2,500 mにかけてが亜高山帯となっている。標高1,500 m以下の山地はかつてはブナの森だったが多くが伐採されカラマツなどの人工林やミズナラなどの雑木林になっている。乗鞍岳の北西山麓の五色ヶ原では、インタープリター同行者のみの入山規制が行われている。

## 公園の経緯
- 1934年（昭和9年）12月4日 - 中部山岳国立公園に指定。
- 1984年（昭和59年）6月15日 - 公園区域及び公園計画の全般的な見直し。
- 1992年（平成4年）7月14日 - 公園計画の一部変更。
- 1997年（平成9年）9月18日 - 公園計画の一部変更。

## 関連施設
- 栂池ビジターセンター - 湿原植物や高山植物などの紹介。所在地は、長野県北安曇郡小谷村栂池自然園。

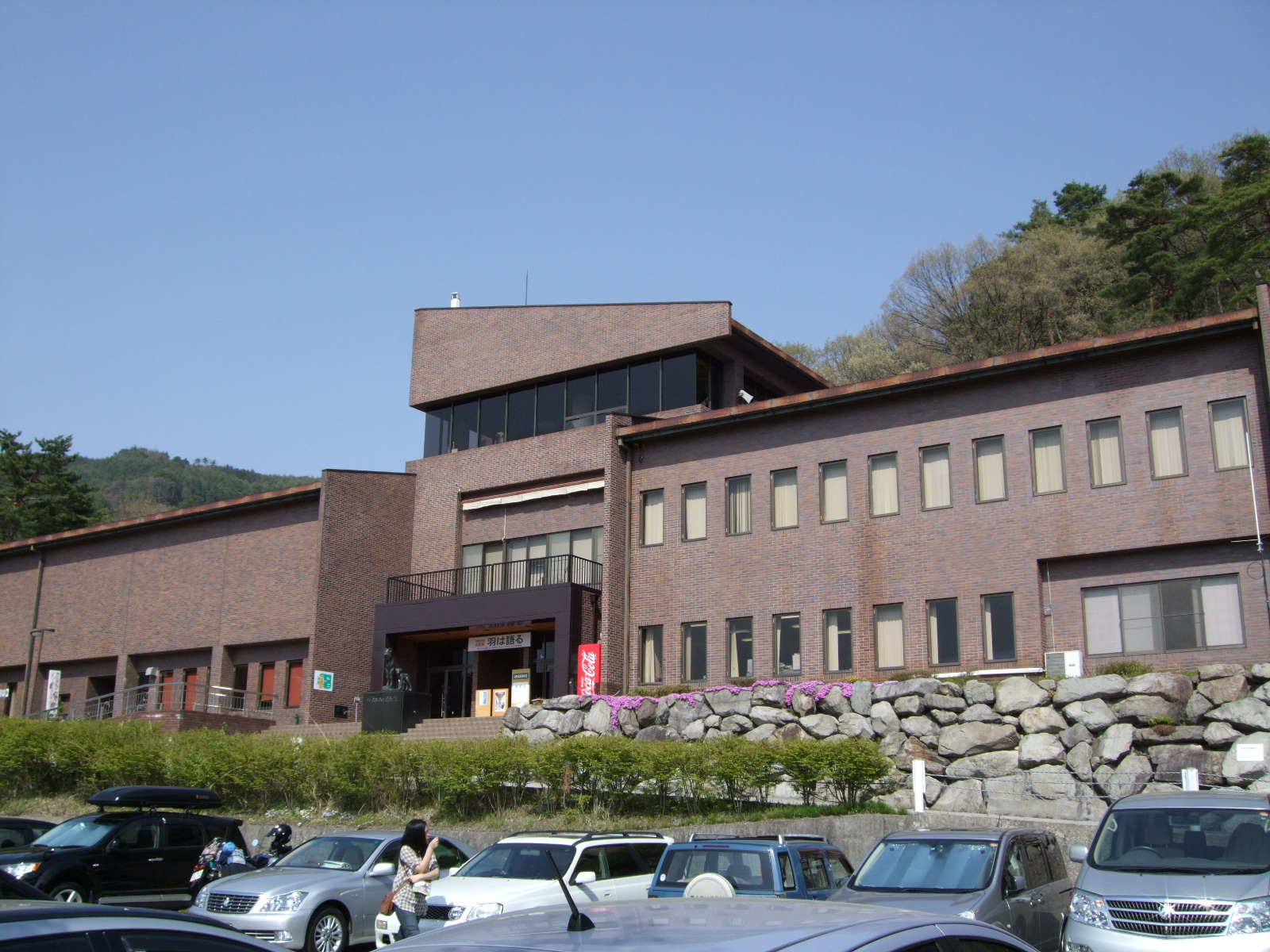
麓の大町市にある大町山岳博物館

- 大町山岳博物館 - 北アルプスの自然や登山史などの展示。ライチョウの調査研究を行っている[11]。所在地は、長野県大町市大町8056-1。
- 立山自然保護センター - ライチョウや高山植物など立山の動植物の展示と解説[12]。所在地は、立山の室堂平。
- 欅平ビジターセンター - 黒部峡谷の開発の歴史と周辺の動植物の紹介[13]。所在地は、富山県黒部市宇奈月町欅平（けやきだいら）。
- 上高地ビジターセンター - 上高地の自然情報の提供。所在地は上高地の河童橋の北東約150 m[5]。
- 中部山岳国立公園奥飛騨ビジターセンター - 旧飛騨・北アルプス自然文化センター（平湯ビジターセンター）にあたる施設で2024年（令和6年）7月13日にリニューアルオープンした[14]。所在地は、岐阜県高山市奥飛騨温泉郷平湯763-12[14]。
- 乗鞍自然保護センター - 乗鞍岳や乗鞍高原の動植物などを紹介[15]。所在地は、長野県松本市安曇4306-5。（冬期閉鎖）

## 公園利用者数の推移

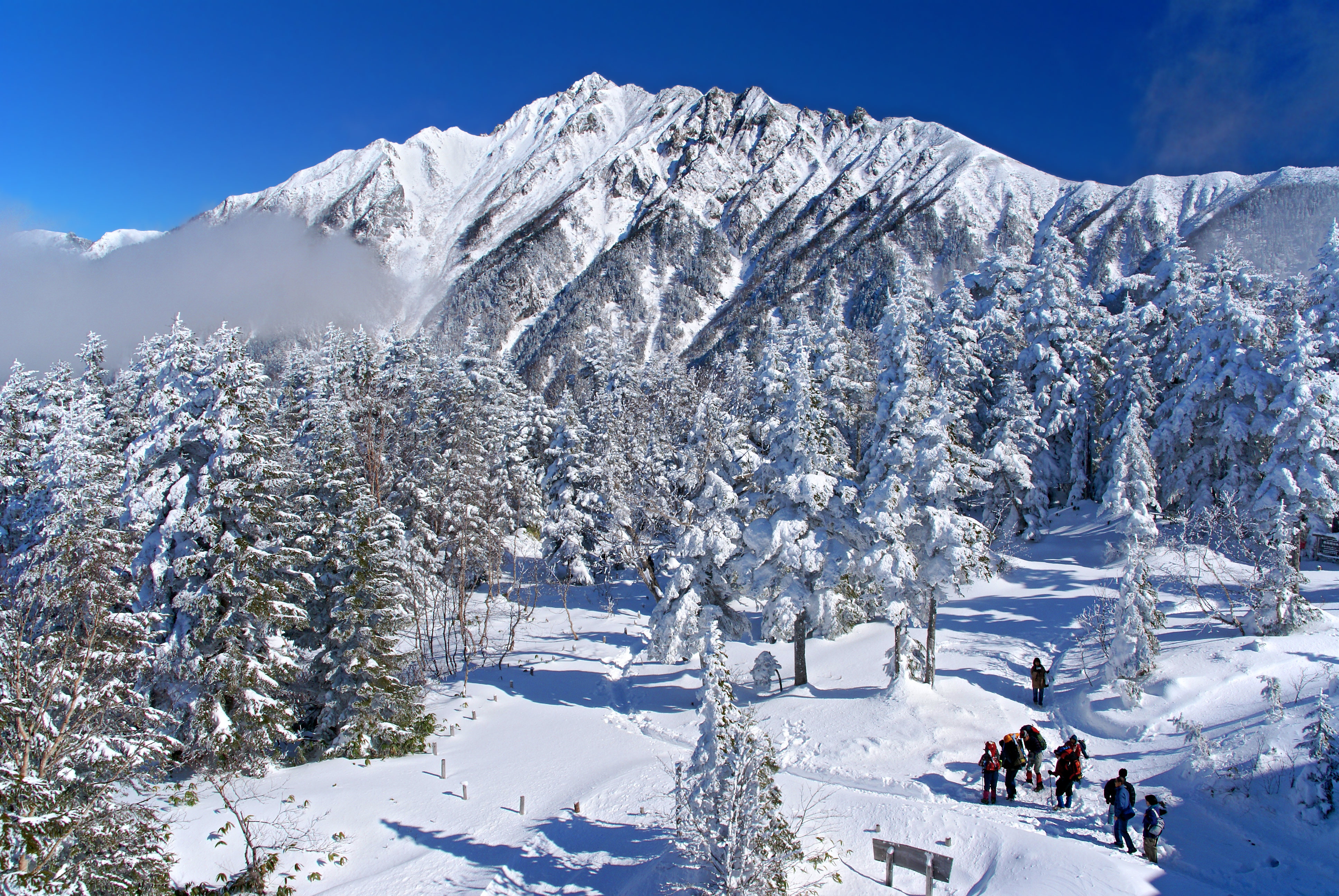
新穂高ロープウェイの西穂高口駅から望む西穂高岳、駅上の「西穂高口展望台」はミシュランガイド(2009)で二つ星の評価を受けた。

公園利用者数の推定値を下表に示す。
| 年     | 利用者数 (人) | 備考                       |
| ------ | ------------- | -------------------------- |
| 1996年 | 1,362万       | 上高地204万、乗鞍地区103万 |
| 1998年 | 1,293万       |                            |
| 1999年 | 1,252万       |                            |
| 2000年 | 1,263万       |                            |
| 2001年 | 1,117万       |                            |
| 2002年 | 1,187万       |                            |
| 2004年 | 1,012万       |                            |
| 2008年 | 977万         | [ 17 ]                     |

## 自然

### 特別天然記念物
公園には以下の特別天然記念物がある。その指定日を下表に示す。
- 白馬連山高山植物帯 - 白馬岳と五竜岳周辺の大規模な高山植物の群落。超塩基性の蛇紋岩の地質の場所があり、400種以上の高山植物の宝庫となっている[18]
- 薬師岳の圏谷群 - 薬師岳の東面上部の4つの圏谷（カール）群。
- 上高地 - 梓川上流部流域の上高地。
- 白骨温泉の噴湯丘と球状石灰石 - 白骨温泉とその沈殿物。
- 黒部峡谷　附　猿飛並びに奥鐘山 - 黒部峡谷の爆布、漢流、深淵など。
- ライチョウ - 公園内の高山帯に生息する。

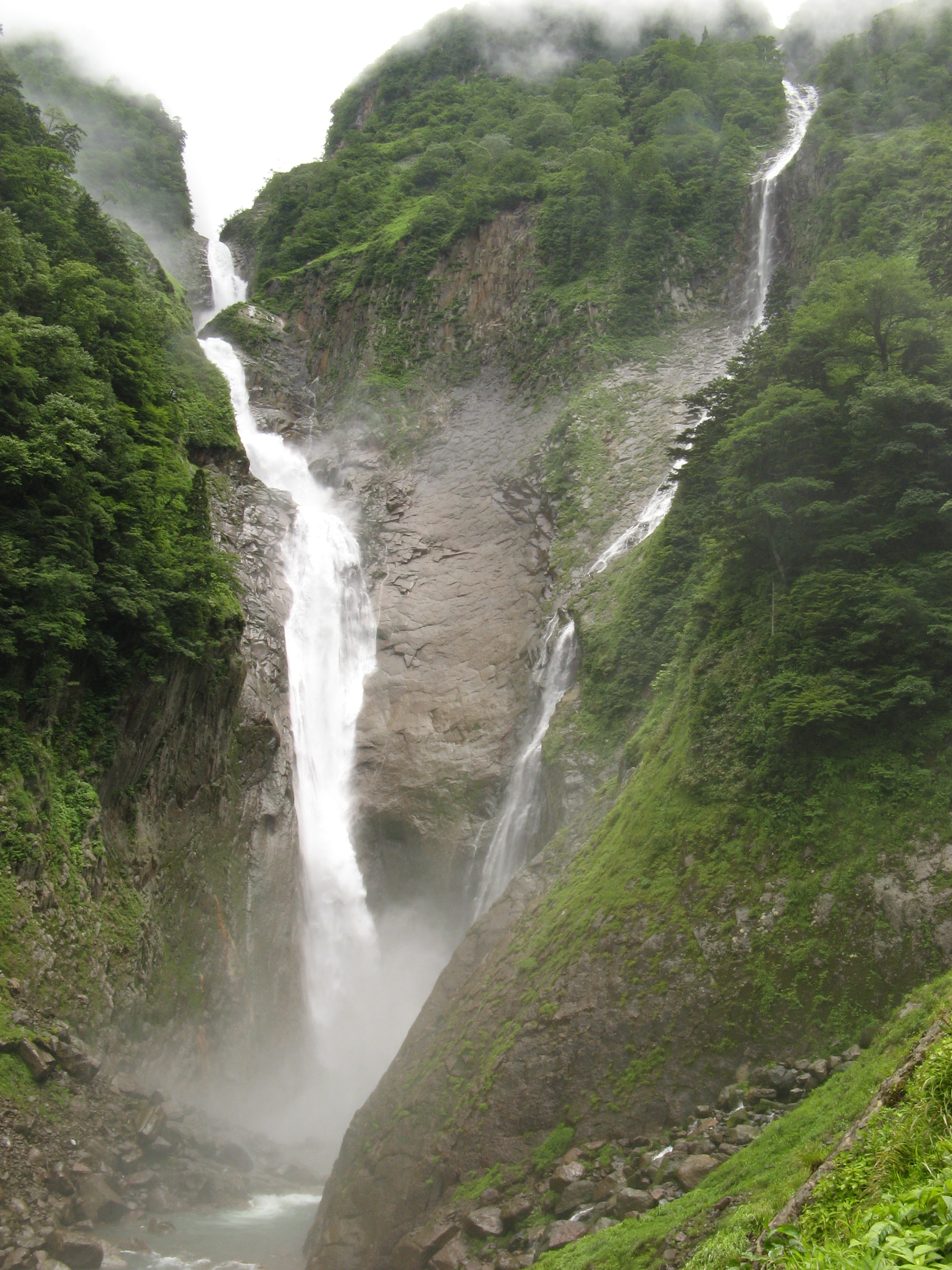
称名滝（立山町）

- カモシカ - 公園内の山地に生息する。

| 名称                         | 天然記念物 指定日 | 特別天然記念物 指定日 | 備考          |
| ---------------------------- | ----------------- | --------------------- | ------------- |
| 白馬連山高山植物帯           | 1922年10月12日    | 1952年3月29日         | [ 19 ] [ 20 ] |
| 薬師岳の圏谷群               | 1945年2月22日     | 1952年3月29日         | [ 21 ] [ 22 ] |
| 上高地                       | 1928年3月24日     | 1952年3月29日         | [ 23 ]        |
| 白骨温泉の噴湯丘と球状石灰石 | 1922年3月8日      | 1952年3月29日         | [ 24 ]        |
| 黒部峡谷 附 猿飛並びに奥鐘山 | 1956年9月7日      | 1964年7月10日         | [ 25 ]        |
| ライチョウ                   | 1923年3月10日     | 1955年2月15日         | [ 26 ]        |
| カモシカ                     | 1934年5月1日      | 1955年2月15日         | [ 27 ]        |

### 天然記念物
- 称名滝（富山県中新川郡立山町）
- 立山の山崎圏谷（富山県中新川郡立山町）
- 新湯の玉滴石産地（富山県富山市）
- 高瀬渓谷の噴湯丘と球状石灰石（長野県大町市）
- 中房温泉の膠状珪酸および珪華（長野県安曇野市）

### 動物

#### 哺乳類
公園の山域には、ニホンツキノワグマ、ホンドオコジョ、ニホンカモシカ、ニホンザル、ホンドギツネ、ニホンリスなどの哺乳類が生息する。

#### 鳥類
ライチョウは、立山、白馬岳、大天井岳などのハイマツの自生地周辺の高山帯に生息する。国の特別天然記念物のライチョウは富山県の県の鳥に指定されていて、環境省のレッドリストの危急種の指定を受けている。また高山帯ではイワヒバリやホシガラスなど、亜高山帯ではウグイス、コガラ、ルリビタキなどが見られる。

#### 高山蝶
公園の区域には、以下の9種の高山蝶が生息している。高山蝶とは、一般に「全生活史を通じて高山帯や亜高山帯で生活する蝶」のことであり、日本には13種が生息している。山岳写真家であった田淵行男が常念岳周辺の高山蝶の研究を行っている。大部分の種が環境省や各都道府県のレッドリストの指定を受けていて、絶滅が危惧されている。アサギマダラやキアゲハなどが高山帯へ飛来することがある。
| 分布域   | 和名                 | 科               | レッドリスト（環境省・都道府県）                                   |
| -------- | -------------------- | ---------------- | ------------------------------------------------------------------ |
| 高山帯   | ミヤマモンキチョウ   | シロチョウ科     | 準絶滅危惧（環境省、富山・岐阜・長野）                             |
| 高山帯   | タカネヒカゲ         | ジャノメチョウ科 |                                                                    |
| 亜高山帯 | ベニヒカゲ           | ジャノメチョウ科 | 準絶滅危惧（環境省・新潟県）                                       |
| 亜高山帯 | クモマベニヒカゲ     | ジャノメチョウ科 | 準絶滅危惧（環境省・新潟県）                                       |
| 亜高山帯 | クモマツマキチョウ   | シロチョウ科     | 絶滅危惧（新潟）、危急種（富山）、準絶滅危惧（環境省、長野・岐阜） |
| 亜高山帯 | ミヤマシロチョウ     | シロチョウ科     | 絶滅危惧（長野）、危急種（環境省）                                 |
| 亜高山帯 | タカネキマダラセセリ | セセリチョウ科   | 準絶滅危惧（環境省、岐阜・長野）                                   |
| 亜高山帯 | オオイチモンジ       | タテハチョウ科   | 危急種（環境省）、準絶滅危惧（長野・岐阜）                         |
| 亜高山帯 | コヒオドシ           | タテハチョウ科   | 準絶滅危惧（長野）                                                 |

### 植物
公園の区域に生育する多数の高山植物など植物が、国立公園特別地域内指定植物に指定されている。その一例を以下に示す。上高地では春にニリンソウなどの花が見られ、山上の高山帯では雪解けとともに次々と様々な高山植物が花を咲かせる。白馬岳、蓮華岳、燕岳、大天井岳などの砂礫の稜線上の風衝地には、「高山植物の女王」と呼ばれているコマクサが群落をつくる。
- アカバナ科 - ヤナギラン
- イワウメ科 - イワウチワ、イワウメ、コイワカガミ
- オトギリソウ科 - シナノオトギリ
- ガンコウラン科 - ガンコウラン
- キク科 - ウサギギク、ウスユキソウ、オタカラコウ、タカネニガナ、ミネウスユキソウ、ミヤマアキノキリンソウ
- キンポウゲ科 - アズマイチゲ、サンリンソウ、シナノキンバイ、シラネアオイ、ハクサンイチゲ、ヒメイチゲ、ホソバトリカブト、ミヤマキンポウゲ、ミヤマオダマキ、リュウキンカ、レイジンソウ
- ケシ科 - コマクサ
- ゴマノハグサ科 - ウルップソウ、ヨツバシオガマ
- サクラソウ科 - オオサクラソウ、ツマトリソウ、ハクサンコザクラ
- サトイモ科 - ミズバショウ
- スイカズラ科 - オオヒョウタンボク、リンネソウ
- スミレ科 - キバナノコマノツメ、タカネスミレ
- タデ科 - ウラジロタデ、オンタデ
- タヌキモ科 - ムシトリスミレ
- ツツジ科 - アオノツガザクラ、アカモノ、イワヒゲ、キバナシャクナゲ、コケモモ、サラサドウダン、ハクサンシャクナゲ
- ナデシコ科 - シナノナデシコ、センジュガンピ、タカネツメクサ、タカネナデシコ
- バラ科 - チョウノスケソウ、チングルマ、ミヤマダイコンソウ、ミヤマキンバイ
- ヒカリゴケ科 - ヒカリゴケ
- フウロソウ科 - タカネグンナイフウロ、ハクサンフウロ
- ベンケイソウ科 - イワベンケイ
- マツ科 - ハイマツ
- マツムシソウ科 - タカネマツムシソウ
- メギ科 - サンカヨウ、トガクシショウマ
- モクレン科 - オオヤマレンゲ
- モウセンゴケ科 - モウセンゴケ
- ユキノシタ科 - ウメバチソウ、シコタンソウ、ダイモンジソウ
- ユリ科 - エンレイソウ、カタクリ、キヌガサソウ、クルマユリ、コバイケイソウ、ニッコウキスゲ、ミヤマクロユリ
- ラン科 - ウルップソウ、テガタチドリ、ハクサンチドリ
- リンドウ科 - オヤマリンドウ、タテヤマリンドウ、トウヤクリンドウ

## 地理

### 面積

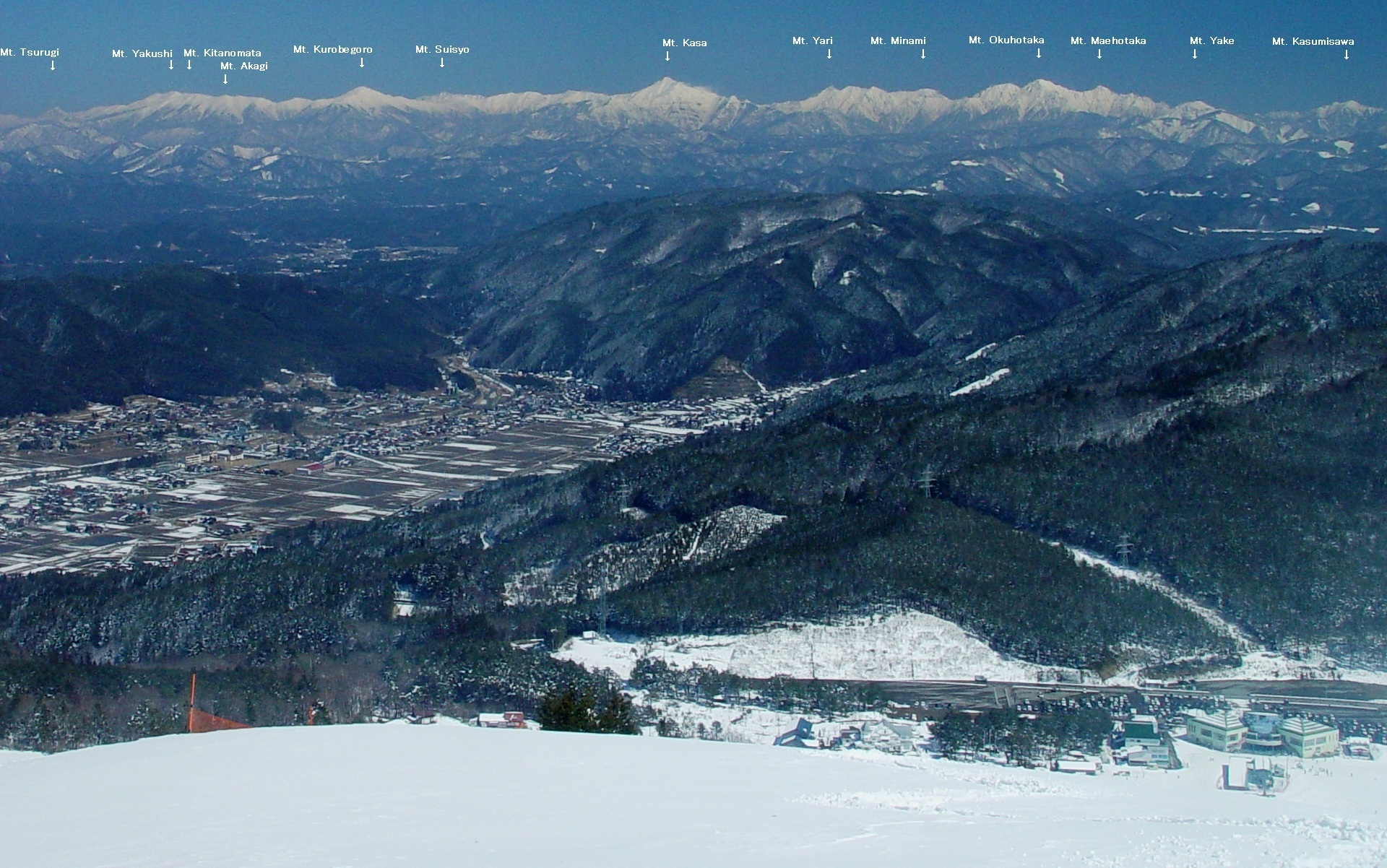
西の位山がら望む飛騨山脈。剱岳から乗鞍岳へと連なる山並み

総面積は174,323 haであり、約89 %が国有地、約37 %がその特別保護地区になっている。白馬岳周辺のごく一部の山域のみが新潟県に位置する。

### 主な山
飛騨山脈の主稜線は日本海の親不知から後立山連峰から鎌ヶ峰の南の長峰峠まで延び、朝日岳から乗鞍岳までが指定区域である。三俣蓮華岳から派生する立山連峰の毛勝三山までの山域と槍ヶ岳から大天井岳を経て派生する常念山脈の餓鬼岳から霞沢岳までの山域も指定区域である。小蓮華山（標高2,766 m）が新潟県、立山（3,015 m）が富山県、穂高岳が長野県と岐阜県および中部山岳の最高峰である。日本百名山に選定されている山が14ある。ほとんどの主要な稜線に登山道が整備され、要所には山小屋とキャンプ指定地が整備されている。国立公園内では、キャンプ指定地以外での幕営は禁止されている。冬期には西穂山荘以外のほとんどの山小屋が閉鎖される。豪雪地帯の山域の東面の谷は白馬大雪渓、剱沢雪渓、針ノ木雪渓の日本三大雪渓に代表されるように雪渓を伴うことが多く、立山の御前沢、および剱岳の小窓・三ノ窓には、氷河が現存する。
| 山名       | よみ               | 標高(m) | 山系                | 都道府県             | 備考                                | 山容 |
| ---------- | ------------------ | ------- | ------------------- | -------------------- | ----------------------------------- | ---- |
| 朝日岳     | あさひだけ         | 2,417   | 後立山連峰          | 新潟県 富山県        | 日本三百名山                        |      |
| 白馬岳     | しろうまだけ       | 2,932   | 後立山連峰          | 長野県 富山県        | 日本百名山 白馬大雪渓               |      |
| 唐松岳     | からまつだけ       | 2,696   | 後立山連峰          | 長野県 富山県        | 日本三百名山                        |      |
| 五竜岳     | ごりゅうだけ       | 2,814   | 後立山連峰          | 長野県 富山県        | 日本百名山                          |      |
| 鹿島槍ヶ岳 | かしまやりだけ     | 2,889   | 後立山連峰          | 長野県 富山県        | 日本百名山                          |      |
| 爺ヶ岳     | じいがたけ         | 2,670   | 後立山連峰          | 長野県 富山県        | 日本三百名山                        |      |
| 針ノ木岳   | はりのきだけ       | 2,821   | 後立山連峰          | 長野県 富山県        | 日本二百名山 針ノ木雪渓             |      |
| 毛勝山     | けかちやま         | 2,414   | 立山連峰            | 富山県               | 日本二百名山 毛勝三山               |      |
| 剱岳       | つるぎだけ         | 2,999   | 立山連峰            | 富山県               | 日本百名山 剱沢雪渓                 |      |
| 奥大日岳   | おくだいにちだけ   | 2,616   | 立山連峰            | 富山県               | 日本二百名山                        |      |
| 立山       | たてやま           | 3,015   | 立山連峰            | 富山県               | 日本百名山 富山県の最高峰           |      |
| 薬師岳     | やくしだけ         | 2,926   | 立山連峰            | 富山県               | 日本百名山                          |      |
| 黒部五郎岳 | くろべごろうだけ   | 2,840   | 立山連峰            | 富山県 岐阜県        | 日本百名山                          |      |
| 赤牛岳     | あかうしだけ       | 2,864   | 飛騨山脈 読売新道   | 富山県 長野県        | 日本二百名山                        |      |
| 水晶岳     | すいしょうだけ     | 2,986   | 飛騨山脈 読売新道   | 富山県 長野県        | 日本百名山                          |      |
| 蓮華岳     | れんげだけ         | 2,799   | 飛騨山脈主稜 裏銀座 | 富山県 長野県        | 日本三百名山                        |      |
| 烏帽子岳   | れんげだけ         | 2,628   | 飛騨山脈主稜 裏銀座 | 富山県 長野県        | 日本三百名山                        |      |
| 野口五郎岳 | のぐちごろうだけ   | 2,924   | 飛騨山脈主稜 裏銀座 | 富山県 長野県        | 日本三百名山                        |      |
| 鷲羽岳     | わしばだけ         | 2,924   | 飛騨山脈主稜 裏銀座 | 富山県 長野県        | 日本百名山                          |      |
| 三俣蓮華岳 | みつまたれんげだけ | 2,841   | 飛騨山脈主稜 裏銀座 | 富山県 長野県 岐阜県 | 日本三百名山 三国境                 |      |
| 双六岳     | すごろくだけ       | 2,860   | 飛騨山脈主稜 裏銀座 | 富山県 長野県        | 双六小屋                            |      |
| 餓鬼岳     | がきだけ           | 2,647   | 常念山脈            | 長野県               | 日本二百名山                        |      |
| 燕岳       | つばくろだけ       | 2,763   | 常念山脈            | 長野県               | 日本二百名山                        |      |
| 大天井岳   | おてんしょうだけ   | 2,922   | 常念山脈            | 長野県               | 日本二百名山                        |      |
| 常念岳     | じょうねんだけ     | 2,857   | 常念山脈            | 長野県               | 日本百名山                          |      |
| 霞沢岳     | かすみざわだけ     | 2,646   | 常念山脈            | 長野県               | 日本二百名山                        |      |
| 笠ヶ岳     | かさがだけ         | 2,897   | 飛騨山脈            | 岐阜県               | 日本百名山                          |      |
| 槍ヶ岳     | やりがだけ         | 3,180   | 飛騨山脈主稜        | 長野県 岐阜県        | 日本百名山                          |      |
| 穂高岳     | ほたかだけ         | 3,190   | 飛騨山脈主稜        | 長野県 岐阜県        | 日本百名山 中部山岳国立公園の最高峰 |      |
| 西穂高岳   | にしほたかだけ     | 2,909   | 飛騨山脈主稜        | 長野県 岐阜県        | 西穂山荘                            |      |
| 焼岳       | やけだけ           | 2,455   | 飛騨山脈主稜        | 長野県 岐阜県        | 日本百名山                          |      |
| 乗鞍岳     | のりくらだけ       | 3,026   | 飛騨山脈主稜        | 長野県 岐阜県        | 日本百名山 五色ヶ原 (乗鞍岳)        |      |

### 活火山
- 立山火山 - 別称は「弥陀ヶ原火山」。

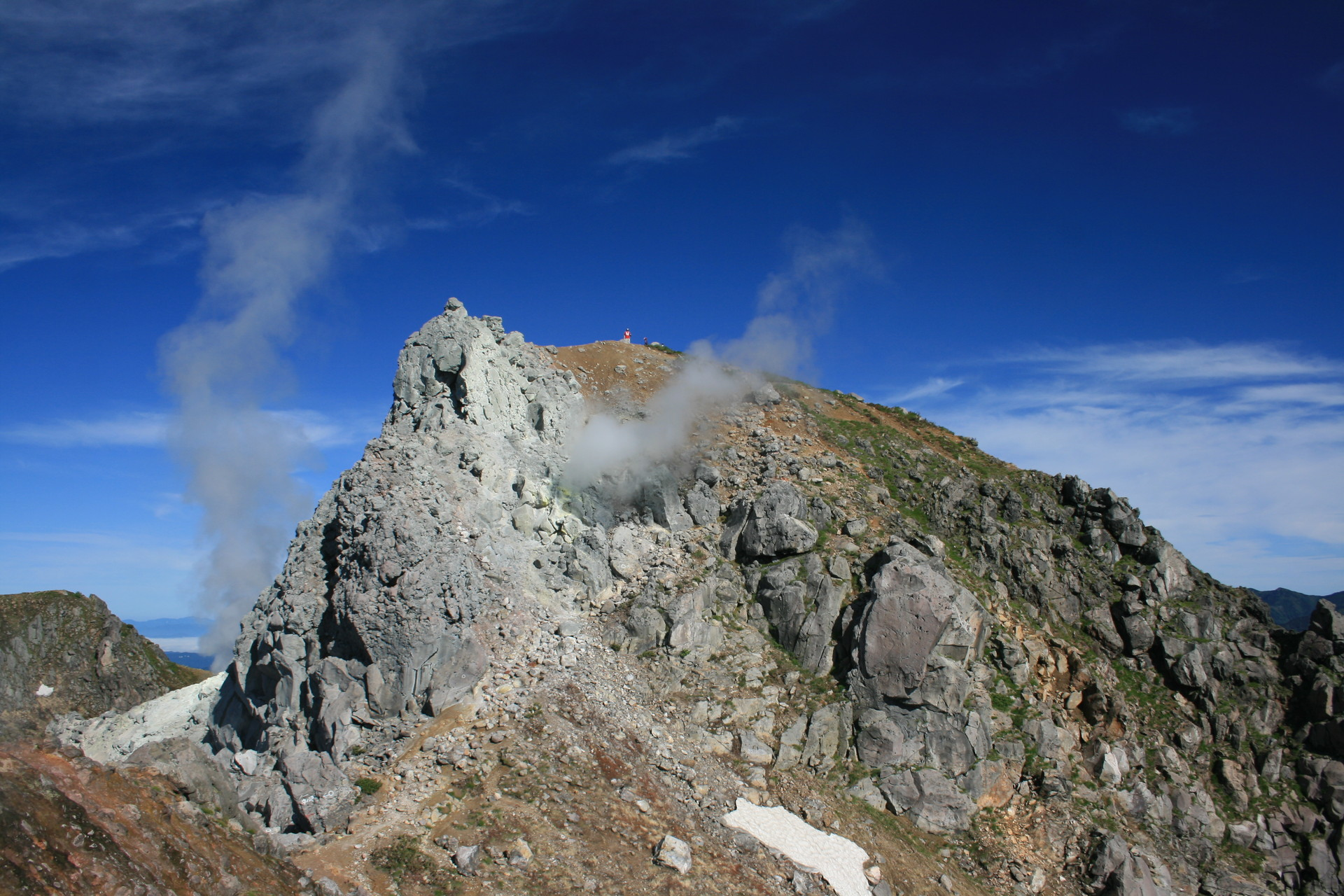
活火山である焼岳北峰の噴気口から発生する火山ガス

- 焼岳 - 1915年6月6日に大爆発を起こし泥流が梓川を堰き止めて大正池が形成された。2011年11月に気象庁が、噴火予報（噴火警戒レベル1、平常）の継続を発表した[42]。北峰の山頂部では火山ガス、硫黄が発生している。山頂部には火口湖があり、南峰は崩落等の危険があり、立入りが禁止されている。
- アカンダナ山 - 2003年に気象庁が、焼岳と別の火山の分類とした。
- 乗鞍岳 - 山頂部には12の火口湖がある。2011年11月に気象庁が、噴火予報（噴火警戒レベル1、平常）の継続を発表した[43]。

### 高原
- 栂池高原
- 上高地（河童橋で有名）
- 乗鞍高原
- 雲ノ平
- 高天原
- 弥陀ヶ原

### 河川

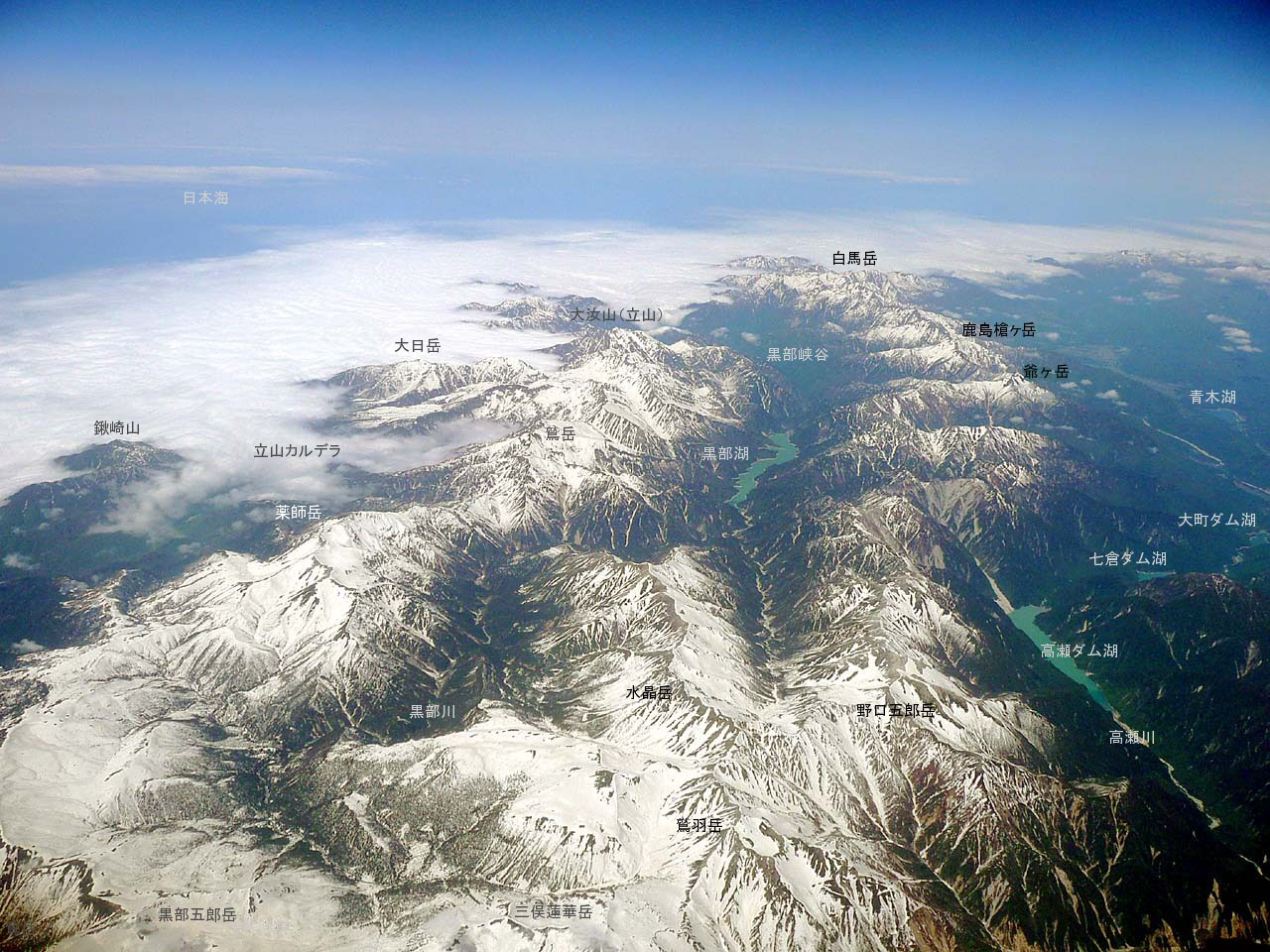
上空からの黒部川源流部と飛騨山脈。上部左が立山連峰、上部右が後立山連峰。

公園内には以下の河川が流れ、飛騨山脈がその上流域である。飛騨川のみが太平洋へ流れ、その他は日本海へ流れる。
- 姫川
  - 松川 - 白馬岳と唐松岳を源とし、上流部には白馬大雪渓がある。
- 信濃川水系
  - 高瀬川 - 上流部には1979年に完成した東京電力の発電用の高瀬ダムがある。
  - 梓川 - 槍ヶ岳や穂高岳などを源とする。流域上部にある上高地は、日本有数の景勝地の一つである。
- 飛騨川 - 乗鞍岳を源とする。
- 神通川
  - 高原川 - 槍ヶ岳、穂高岳、笠ヶ岳などを源とする。
- 常願寺川 - 立山や薬師岳を源とする。上流部に北陸電力の発電用の有峰ダムおよび称名滝がある。
- 早月川 - 剱岳を源とする。
- 片貝川 - 毛勝三山を源とする。
- 黒部川 - 黒部峡谷の深い峡谷には、「下の廊下」と「上の廊下」がある。1963年に完成した関西電力の発電用の黒部ダムは、立山黒部アルペンルートの観光スポットの一つとなっている。

### ダム湖
公園内には発電用の大規模なダム湖がある。
- 黒部湖
- 有峰湖
- 高瀬湖
- 七倉ダム - 高瀬湖の下流にある。

### 湖沼
公園内の山上には多数の湖沼や火口湖がある。
- 風吹大池
- 白馬大池
- 長池 - 鉢ヶ岳の南。
- 冷池、種池 - 爺ヶ岳周辺。
- 仙人池 - 剱岳の仙人池ヒュッテ脇にある。
- 硯ヶ池 - 別山頂上部にある。日本最高所の池とされる。
- ミクリガ池、ミドリガ池、リンドウ池、血の池 - 立山室堂にある火口湖。
- 四十八池 - 烏帽子岳の山頂直下東[44]。
- 泥鰌池 、 多枝原池 、刈込池 - 立山カルデラ内
- 新湯 - 国の天然記念物、立山カルデラ内の泉温70度の温泉で満たされた池で、上質なオパールを産する。
- 五郎池 - 野口五郎岳の西山腹。
- 竜晶池 - 高天原の北の夢ノ平。
- 水晶池 - 水晶岳と高天原温泉との間。
- 鷲羽池 - 鷲羽岳の山頂直下。
- 双六池 - 双六小屋の南隣。
- 鏡池 - 鏡平山荘脇にあり、池面に映る槍ヶ岳の展望ポイントとなっている[45]。
- 天狗池 - 梓川の上流部槍沢の天狗原にある。
- 北穂高池 - 北穂高岳の北東山腹にある。
- 奥又白池 - 前穂高岳の東山腹にある。
- ひょうたん池 - 明神岳の南東山腹にある。
- 明神池 - 上高地明神が入り口。明神橋を渡りの梓川対岸にある。
- 大正池、田代池 - 上高地の梓川にある。
- 焼岳の火口湖
- 乗鞍岳の火口湖 - 山頂部に権現池、五ノ池などの12の火口湖がある。

### 主な滝
- 称名滝 - 落差350 m、国の天然記念物、日本の滝百選、称名川
- 平湯大滝 - 落差64 m、日本の滝百選、高原川
- 三本滝 - 落差50 m、日本の滝百選、小大野川（梓川の支流）

### 主な温泉

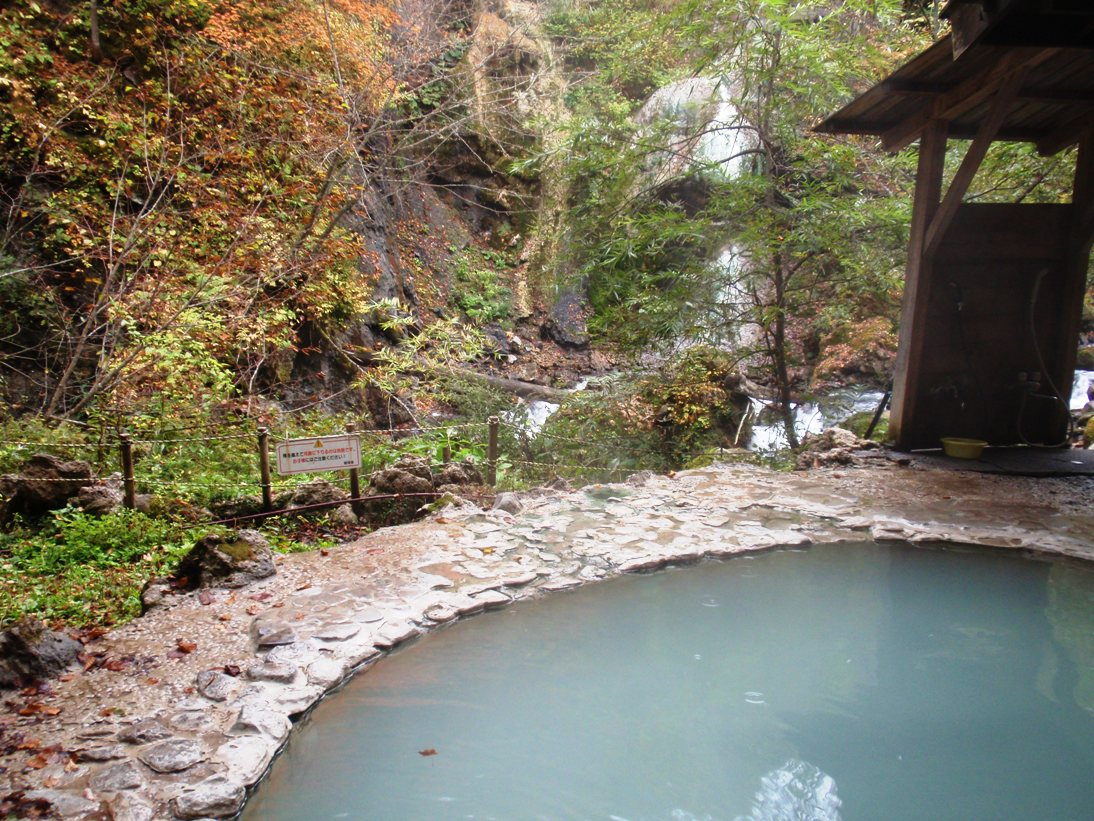
国の特別天然記念物の白骨温泉の共同浴場

公園内の多くの温泉は山の奥地にある秘湯となっている。
- 蓮華温泉 - 乗鞍岳の北山腹
- 白馬鑓温泉 - 白馬鑓ヶ岳の南東山腹
- 鐘釣温泉、祖母谷温泉、名剣温泉、阿曽原温泉 - 黒部峡谷
- 地獄谷温泉 - 立山室堂
- 高天原温泉 - 水晶岳の北西の温泉沢
- 湯俣温泉 - 高瀬渓谷の噴湯丘と球状石灰石の天然記念物
- 上高地温泉 - 上高地の梓川右岸
- 中の湯温泉 - 焼岳の南東山腹
- 坂巻温泉 - 霞沢岳の南西山麓の梓川右岸
- 白骨温泉 - 白骨温泉の噴湯丘と球状石灰石の特別天然記念物

### 隣接する自然公園
- 朝日県立自然公園
- 有峰県立自然公園
- 僧ヶ岳県立自然公園
- 野麦県立自然公園

### 関連市町村
- 新潟県糸魚川市
- 富山県富山市、魚津市、黒部市、朝日町、上市町、立山町
- 長野県松本市、安曇野市、大町市、白馬村、小谷村
- 岐阜県高山市、飛騨市

## 交通・アクセス

### マイカー規制

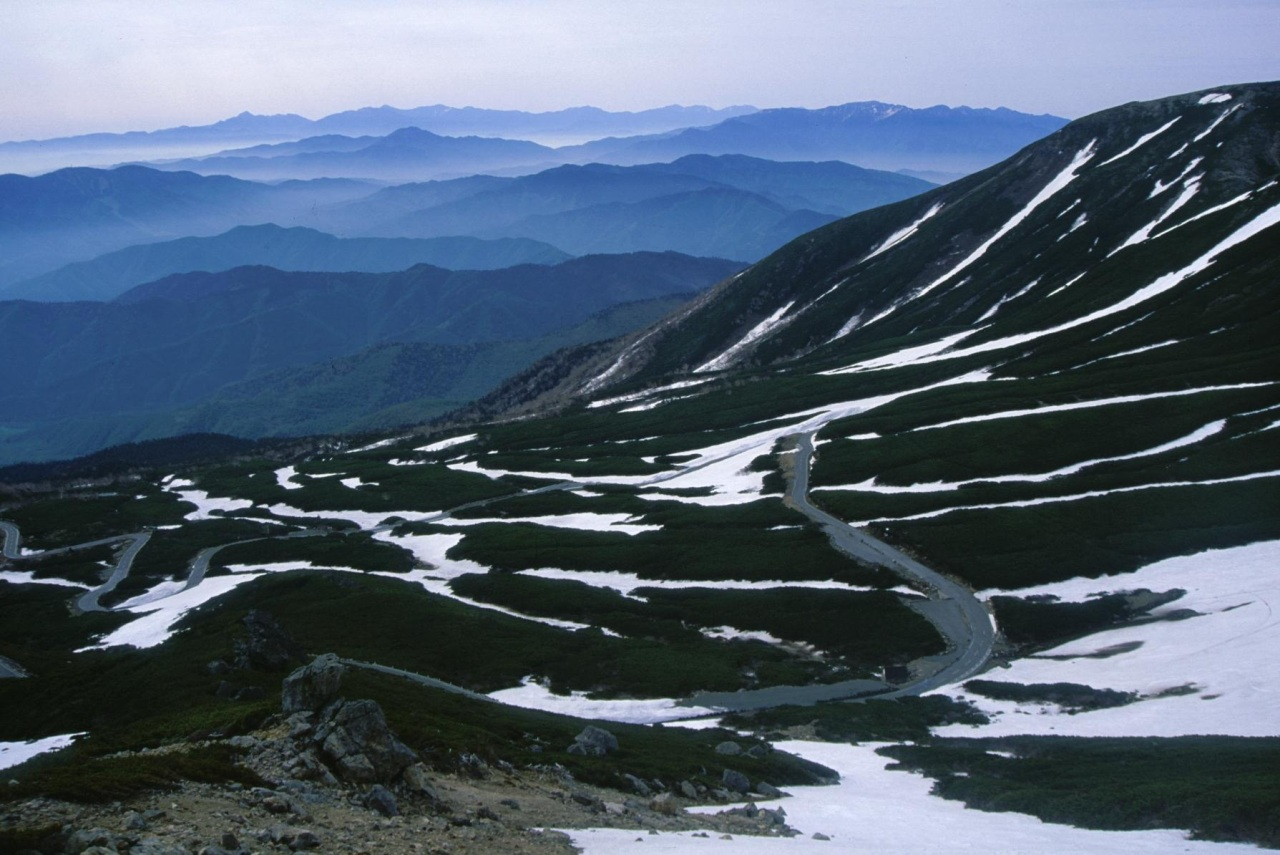
マイカー規制が行われている乗鞍エコーライン

- 立山有料道路 - 富山県道6号富山立山公園線の桂台から美女平および追分から室堂に至る区間では、シーズンを通してマイカー規制が行われている。
- 上高地 - 長野県道24号上高地公園線では、シーズンを通してマイカー規制が行われていて、一般の車両が乗り入れることができない。冬期は道路閉鎖され、上高地内の宿泊施設などは営業を休止する。
- 栂池 - 1992年7月14日から日本の重要湿地500の一つの栂池湿原（栂池自然園）に至る道路の第1種特別地域への車両乗入の規制が行われている[46]。栂池自然園へは、ゴンドラリフトとロープウェイが運行されている。
- 乗鞍岳 - 2003年5月15日から乗鞍スカイラインから、一般の車両が乗り入れることができなくなった。また長野県道84号乗鞍岳線（乗鞍エコーライン）の三本滝ゲートから畳平の上部区間もシーズンを通してマイカー規制が行われている。

### ロープウェイ
公園内では3つのロープウェイが運行されている。また八方尾根スキー場や白馬五竜スキー場などの山麓のスキー場では、夏期シーズンを中心にゴンドラリフトが運行されている。白馬五竜スキー場の上部には、2001年に白馬五竜高山植物園が開園した。
- 栂池ロープウェイ - 栂大門駅と栂池自然園駅を結ぶ。全長1,200 m。
- 立山ロープウェイ - 立山黒部アルペンルートの黒部平駅と大観峰駅を結ぶ。全長1,710 m。高低差488 m。1970年7月25日開業。

- 新穂高ロープウェイ
  - 第1区間- 麓の新穂高温泉の新穂高温泉駅と鍋平高原駅を結ぶ。全長573 m。高低差188 m。
  - 第2区間- 麓の新穂高温泉のしらかば平駅と西穂高口駅を結ぶ。全長2,598 m。高低差848 m。山頂駅にある西穂高口駅展望台（標高2,156 m）はフランスのミシュラン社発行のガイドブック（ミシュラン・グリーンガイド・ジャポン2009）において、西穂高口展望台として二つ星の評価で紹介された。

### 公園内を通る道路
- 立山有料道路 - マイカー規制。
- 有峰林道 - 有峰ダム周囲を通り、富山県と岐阜県を結ぶ。
- 長野県道45号扇沢大町線 - 別称が、大町アルペンライン。立山黒部アルペンルートへの長野県側からのアクセス道路。
- 長野県道327号槍ヶ岳矢村線 - 中房温泉へのアクセス道路。
- 長野県道495号豊科大天井岳線 - 長野県安曇野市豊科と大天井岳を結ぶ県道。
- 国道158号 - 飛騨山脈の標高1,790 mの安房峠を横切る。冬期は閉鎖される。
- 安房峠道路 - 1997年12月6日に供用を開始した中部縦貫自動車道の一部。公園内を横切る唯一の中日本高速道路が管理する自動車専用道路で、全長4,370 mの安房トンネルがあり、通年通行可能となった。
- 上高地乗鞍林道 - 上高地と乗鞍高原を結ぶ。
- 乗鞍エコーライン - マイカー規制。
- 乗鞍スカイライン - マイカー規制。

### 周辺の主な駅
- 白馬駅 - JR東日本大糸線の駅で、長野県側からの白馬岳への玄関口。南東12 kmに位置する。
- 立山駅 - 富山地方鉄道立山線の駅で、富山県側からの立山への玄関口となる駅。立山の西16 kmに位置する。
- 新島々駅 - アルピコ交通上高地線の上高地への最寄りの駅。河童橋の東南東18 kmに位置する。
- 高山駅 - JR東海高山本線の駅で、岐阜県側からの公園南部への玄関口となる駅。新穂高ロープウェイの新穂駅の西南西33 kmに位置する。

### 周辺の空港
- 富山空港 - 立山の西39 kmに位置する。
- 松本空港 - 上高地河童橋の東南東28 kmに位置する。

## 関連施設

### ビジターセンター
利用者数は2008年（平成20年）。
| センター名                                                                    | 設置者 | 所在地                             | 利用者数（人）     |
| ----------------------------------------------------------------------------- | ------ | ---------------------------------- | ------------------ |
| 上高地インフォメーションセンター                                              | 環境省 | 長野県松本市安曇上高地             | 267,522            |
| 上高地ビジターセンター                                                        | 環境省 | 長野県松本市安曇上高地             | 143,438            |
| 長野県乗鞍自然保護センター                                                    | 長野県 | 長野県松本市乗鞍高原鈴蘭4306-5     | 6,220              |
| 立山自然保護センター                                                          | 富山県 | 富山県中新川郡立山町芦峅寺         | 225,411            |
| 欅平ビジターセンター                                                          | 環境省 | 富山県黒部市宇奈月町               |                    |
| 中部山岳国立公園奥飛騨ビジターセンター （旧飛騨・北アルプス自然文化センター） | 岐阜県 | 岐阜県高山市奥飛騨温泉郷平湯763-12 | 12,010（旧施設時） |

### 管理機関：環境省地方環境事務所
- 長野自然環境事務所－長野市旭町1108　長野第1合同庁舎３F　(全体統括)
- 松本自然環境事務所 - 長野県松本市安曇124-7　(全域、主に長野県域担当）
- 立山自然保護官事務所－富山県中新川郡立山町前沢新町285　(富山県域担当)
- 上高地自然保護官事務所 - 長野県松本市安曇4468（冬期閉鎖:連絡先－松本自然環境事務所）
- 平湯自然保護官事務所 - 岐阜県高山市奥飛騨温泉郷平湯763-12　(岐阜県域担当)

## 中部山岳国立公園の風景

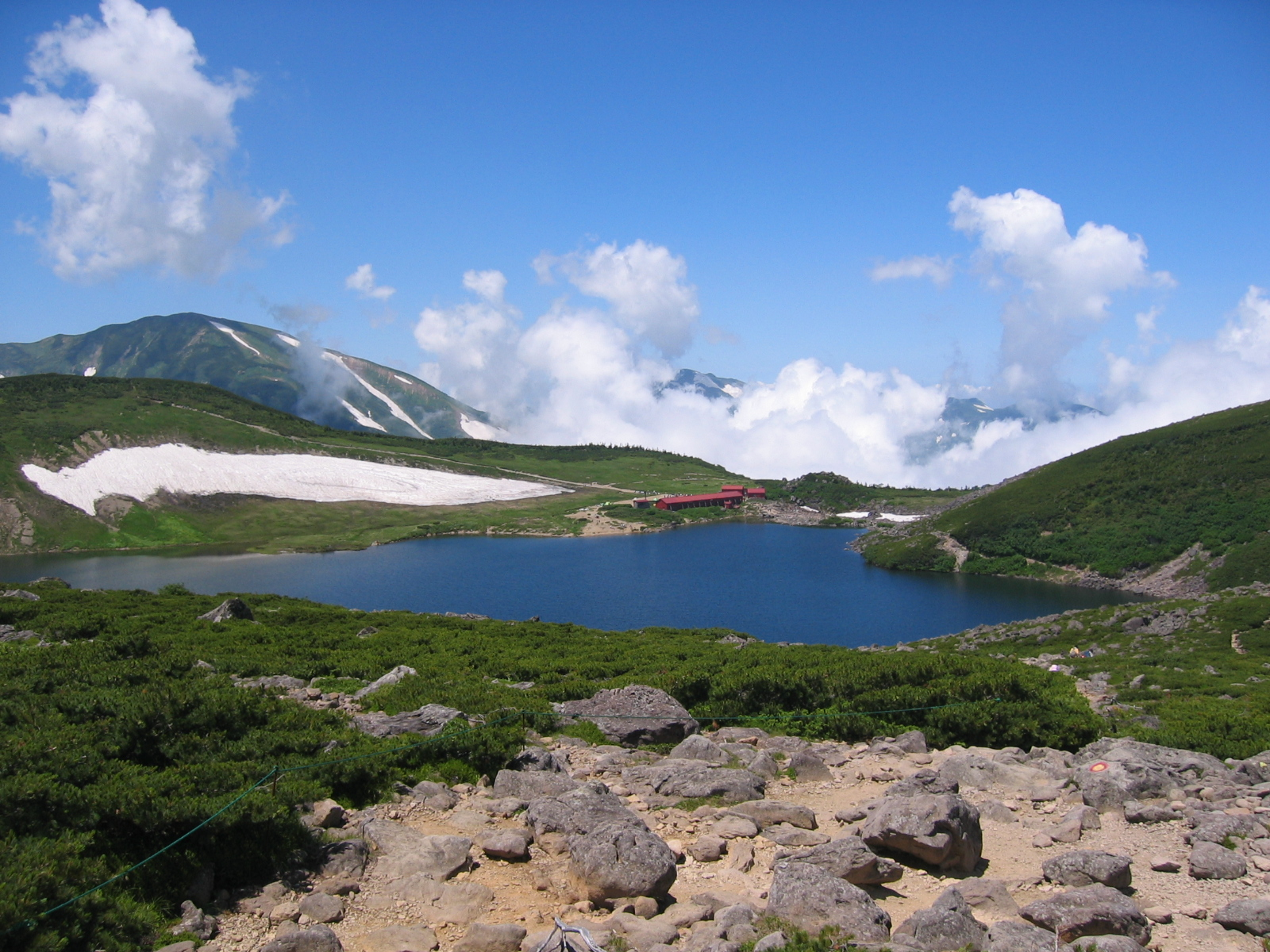
白馬大池
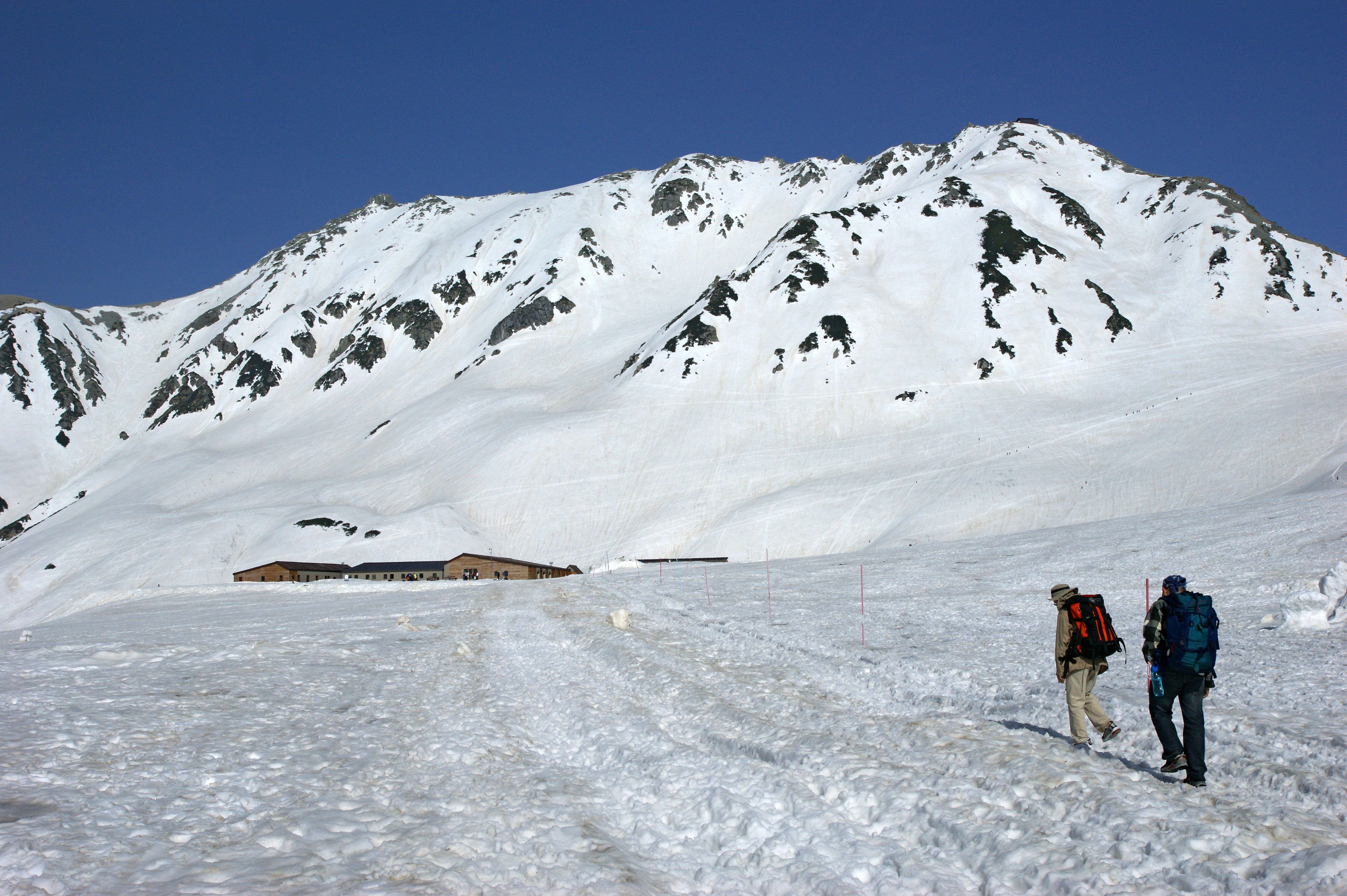
室堂平から望む立山
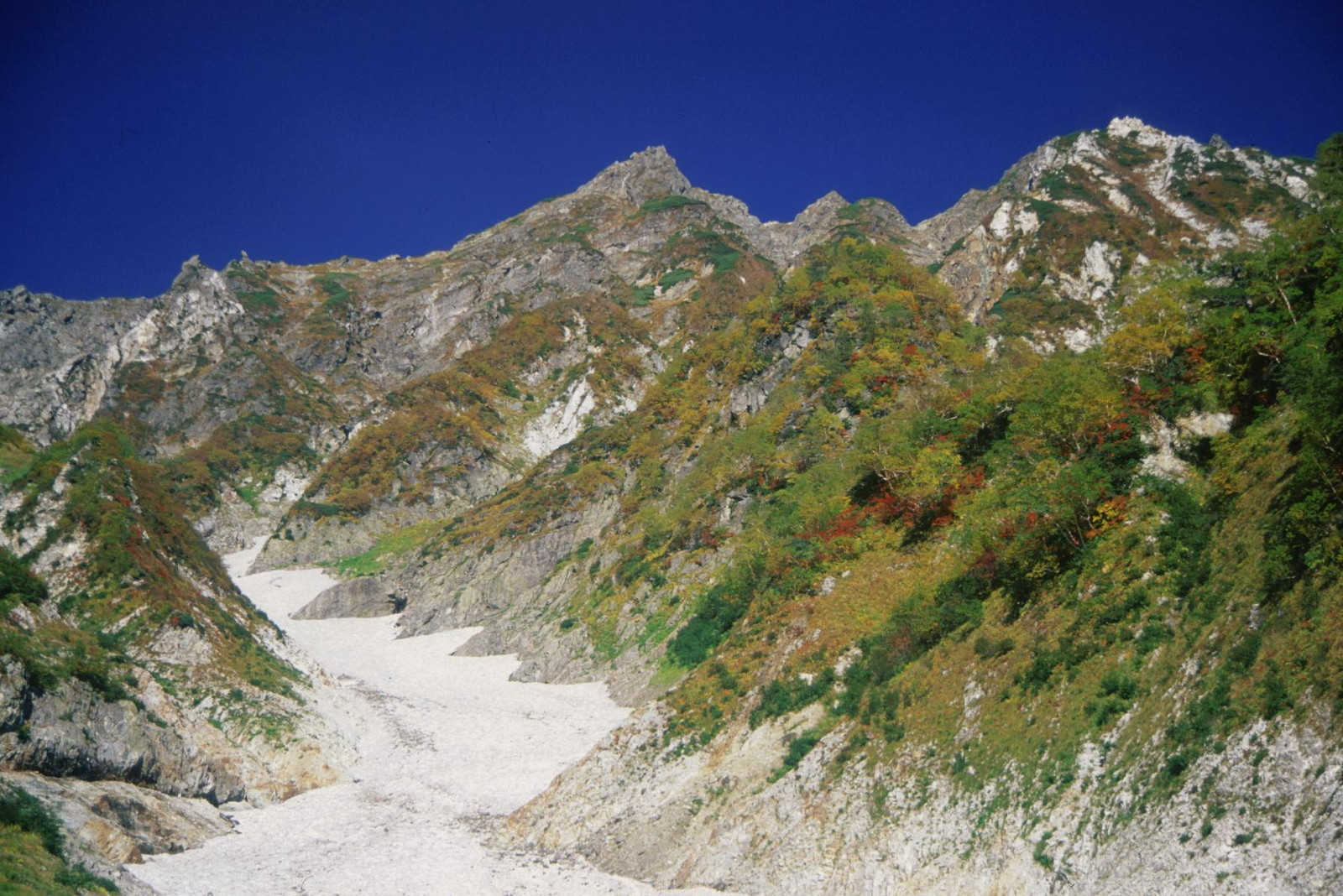
万年雪となる白馬岳の大雪渓
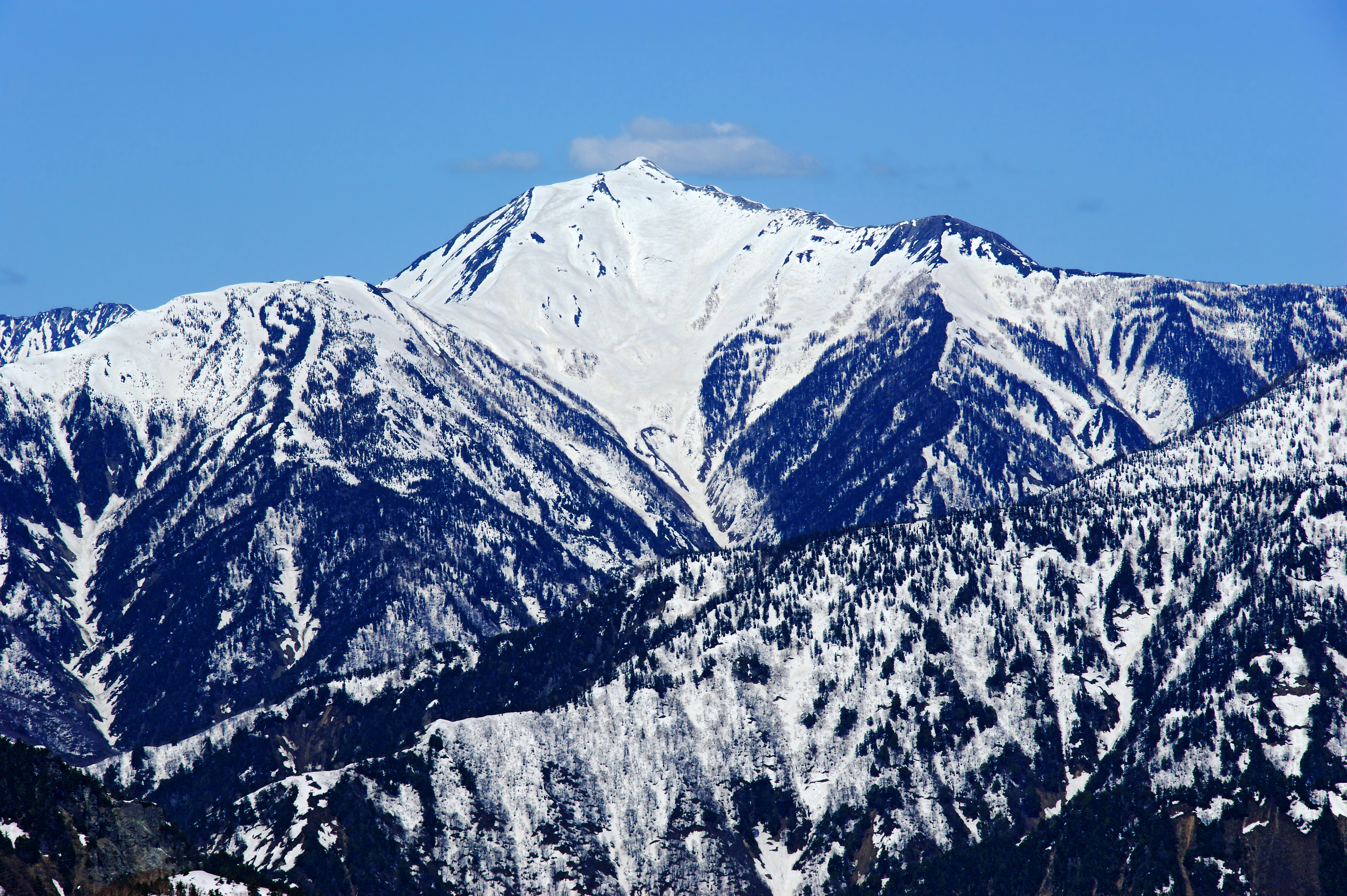
大観峰から望む鹿島槍ヶ岳南峰(中央)、牛首山（左）、布引岳（右）
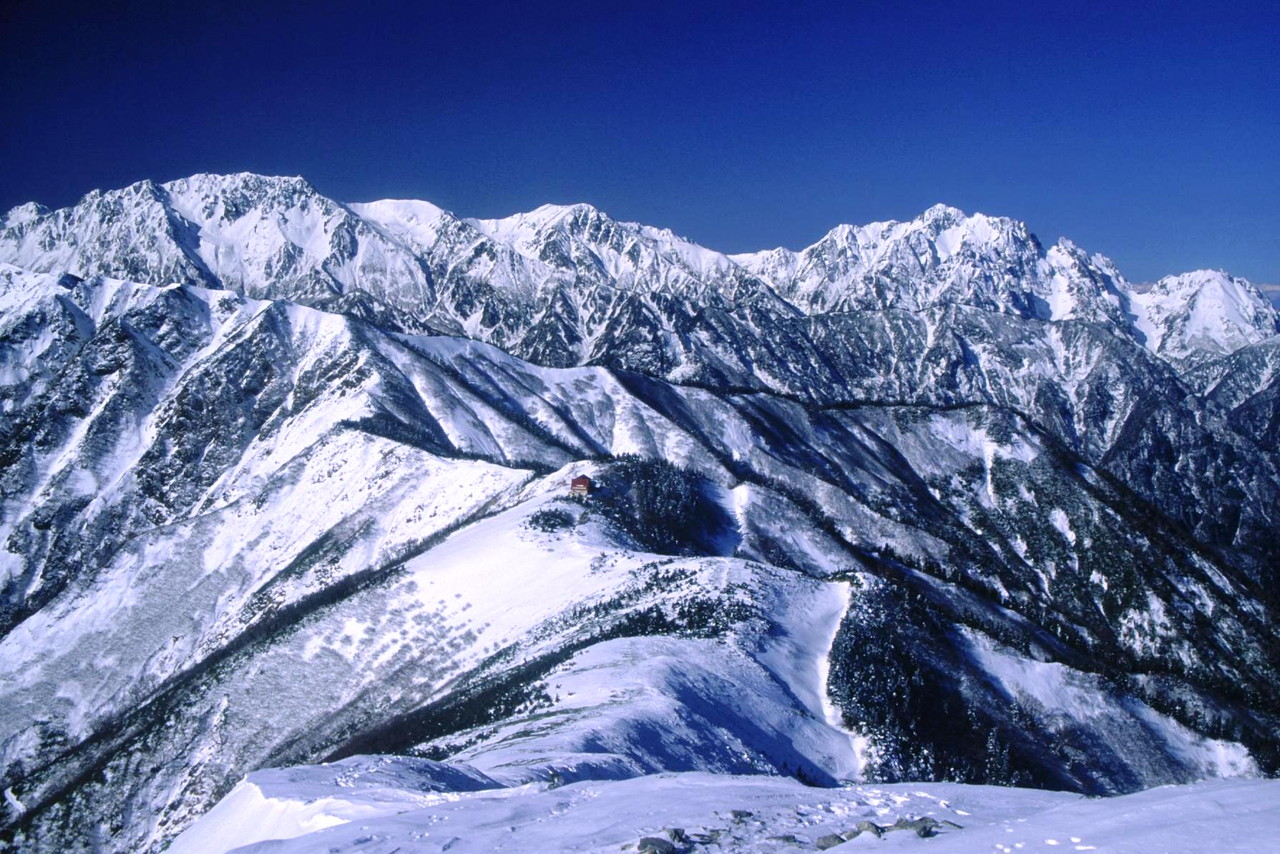
爺ヶ岳から望む立山と剱岳
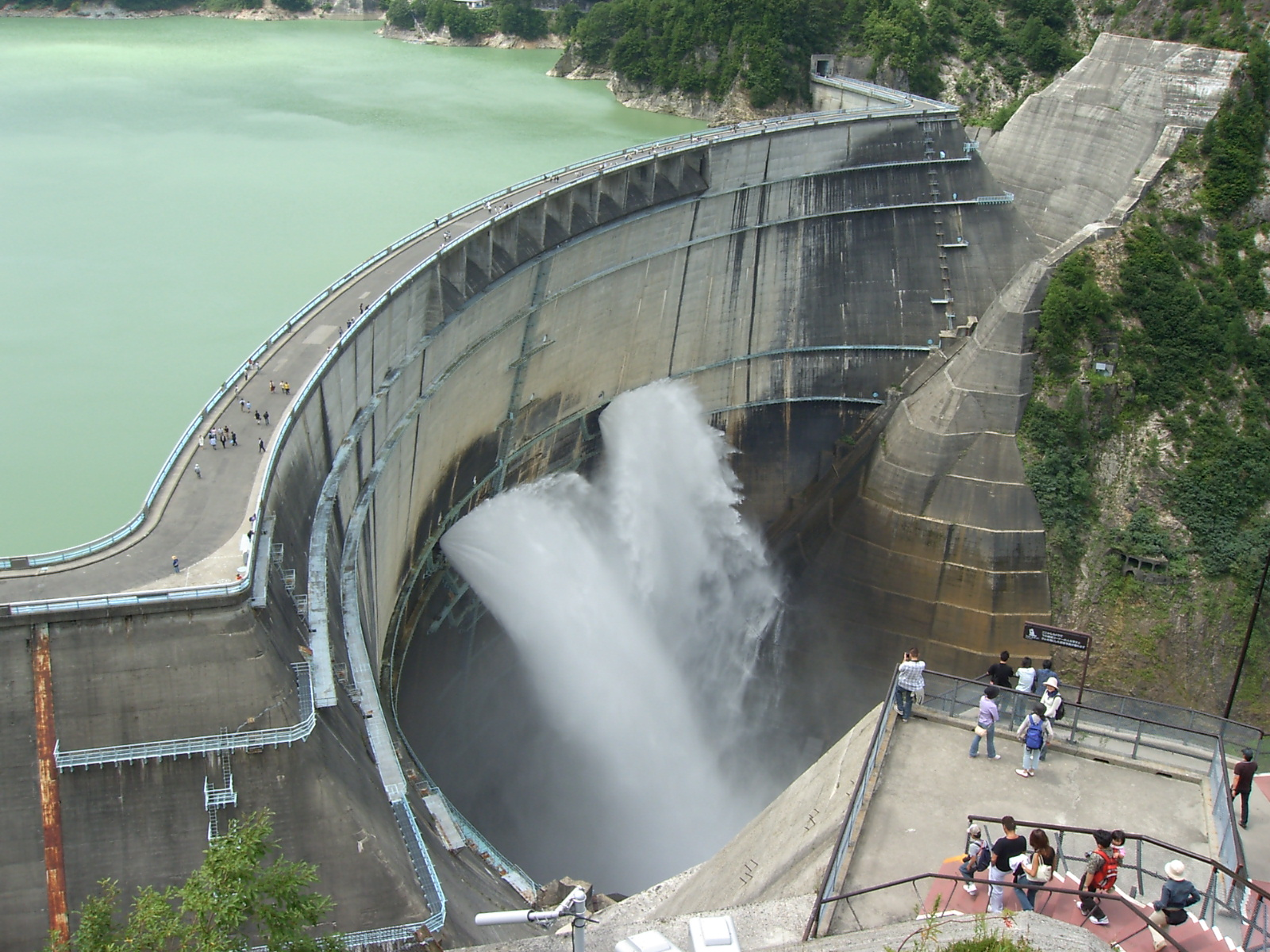
黒部ダム
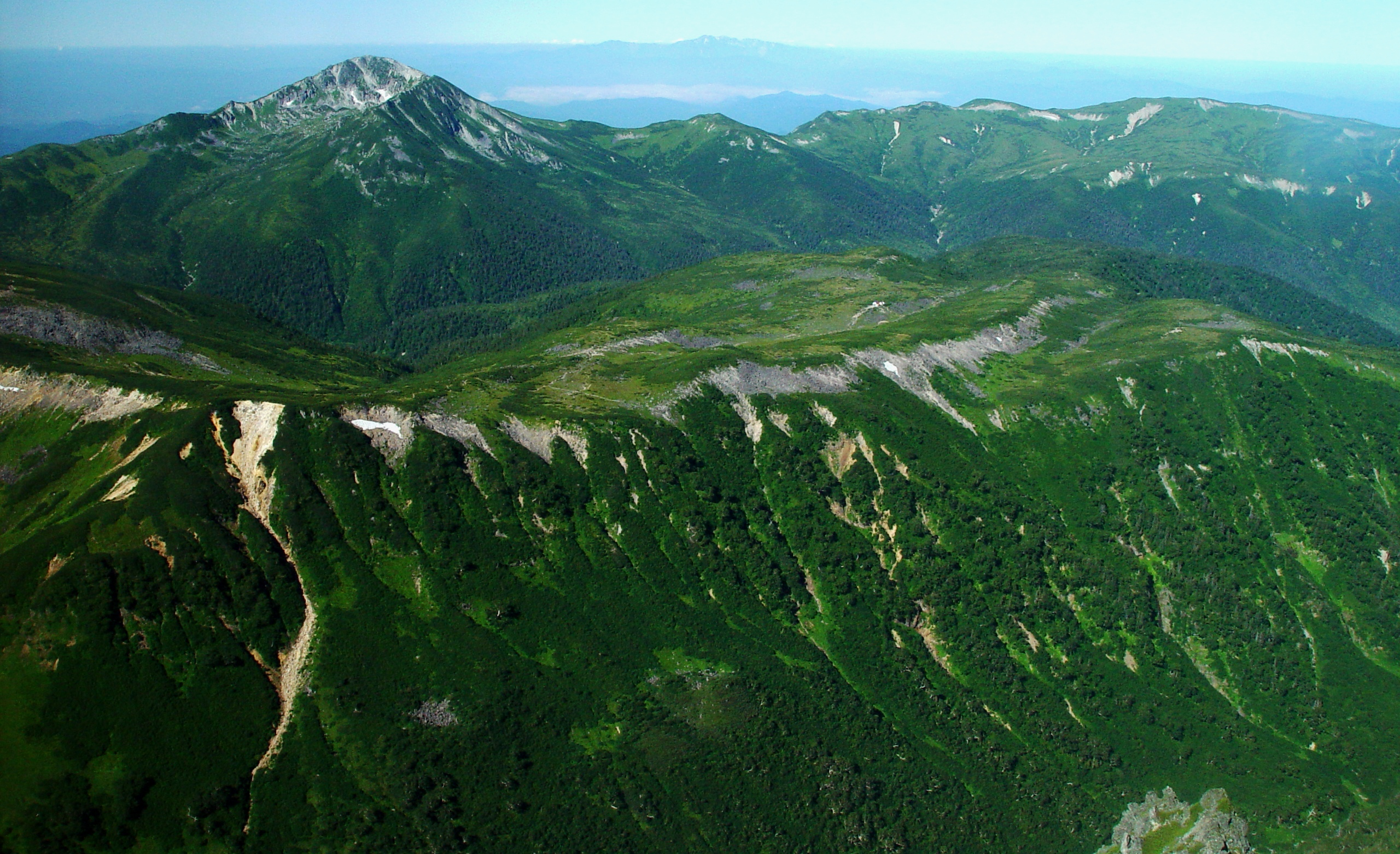
雲ノ平とカール地形がある黒部五郎岳
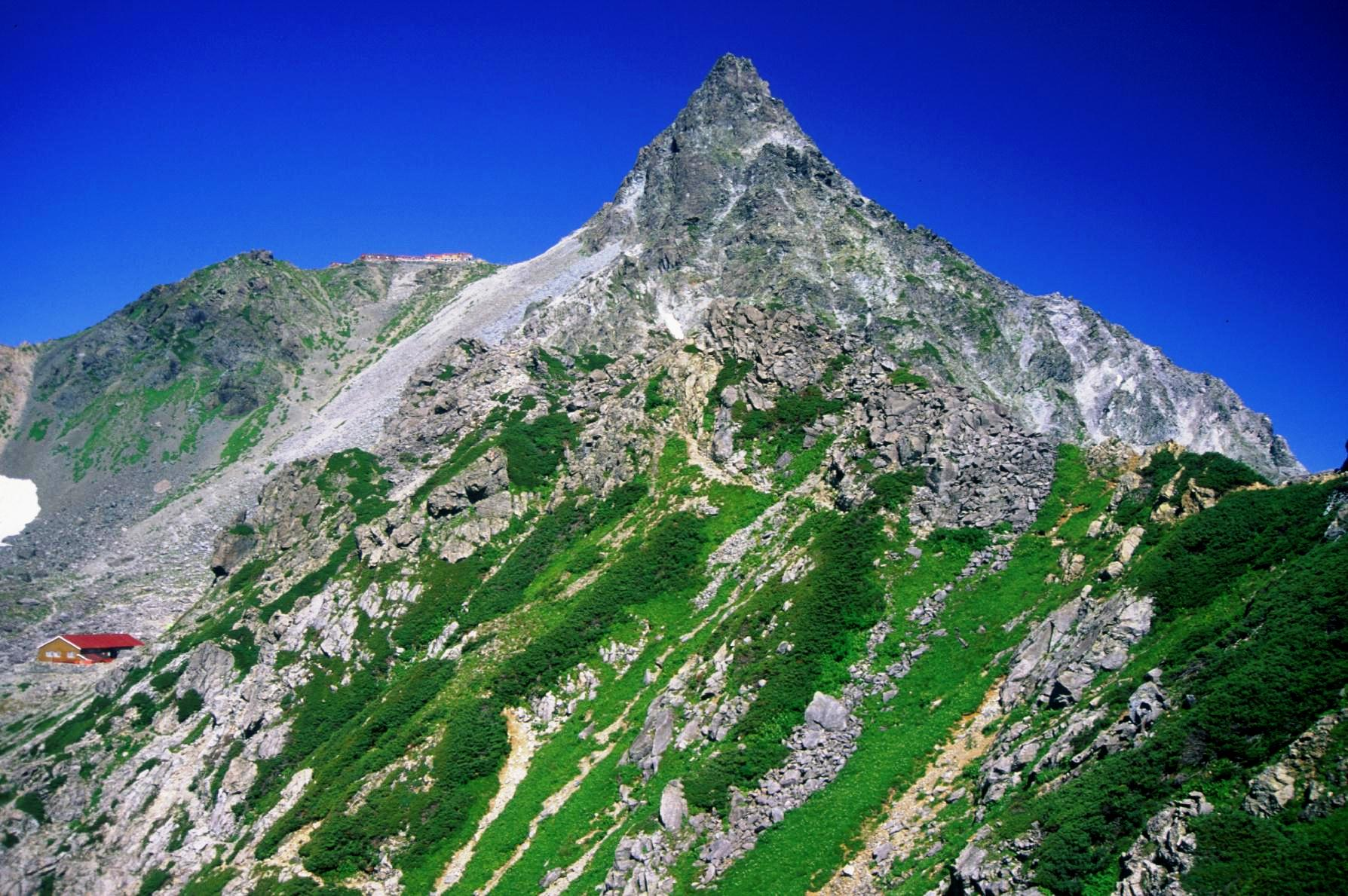
表銀座と呼ばれる東鎌尾根から望む槍ヶ岳
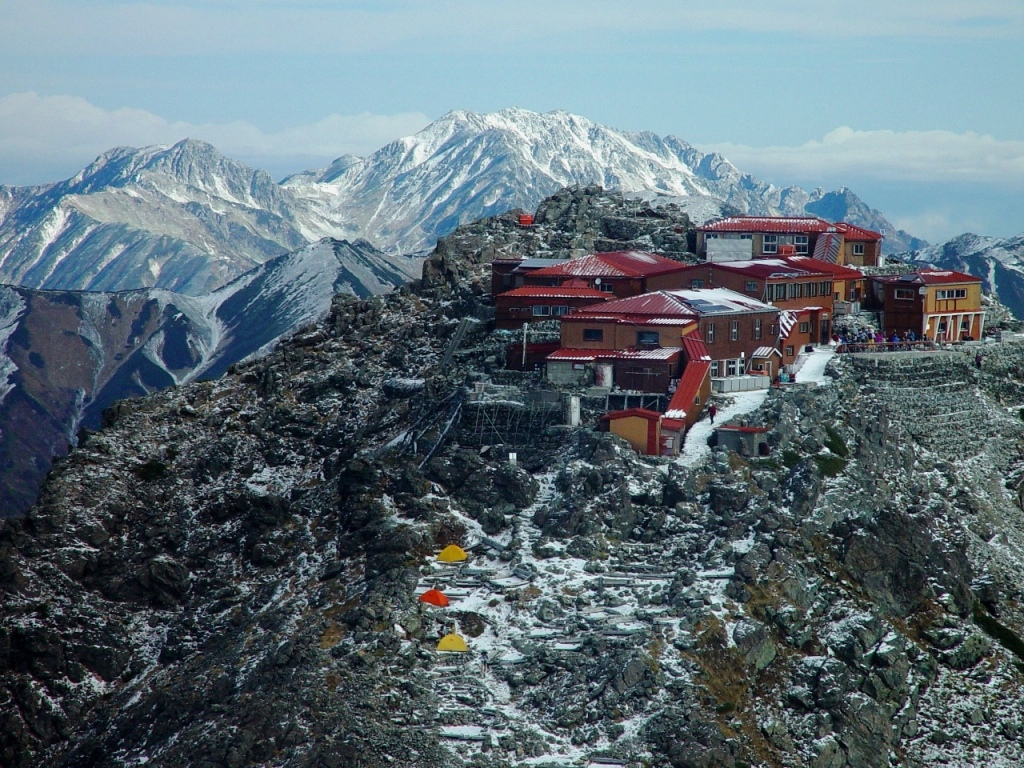
槍ヶ岳山頂直下の標高3,080 mにある山小屋の槍ヶ岳山荘とそのキャンプ指定地、遠景は立山
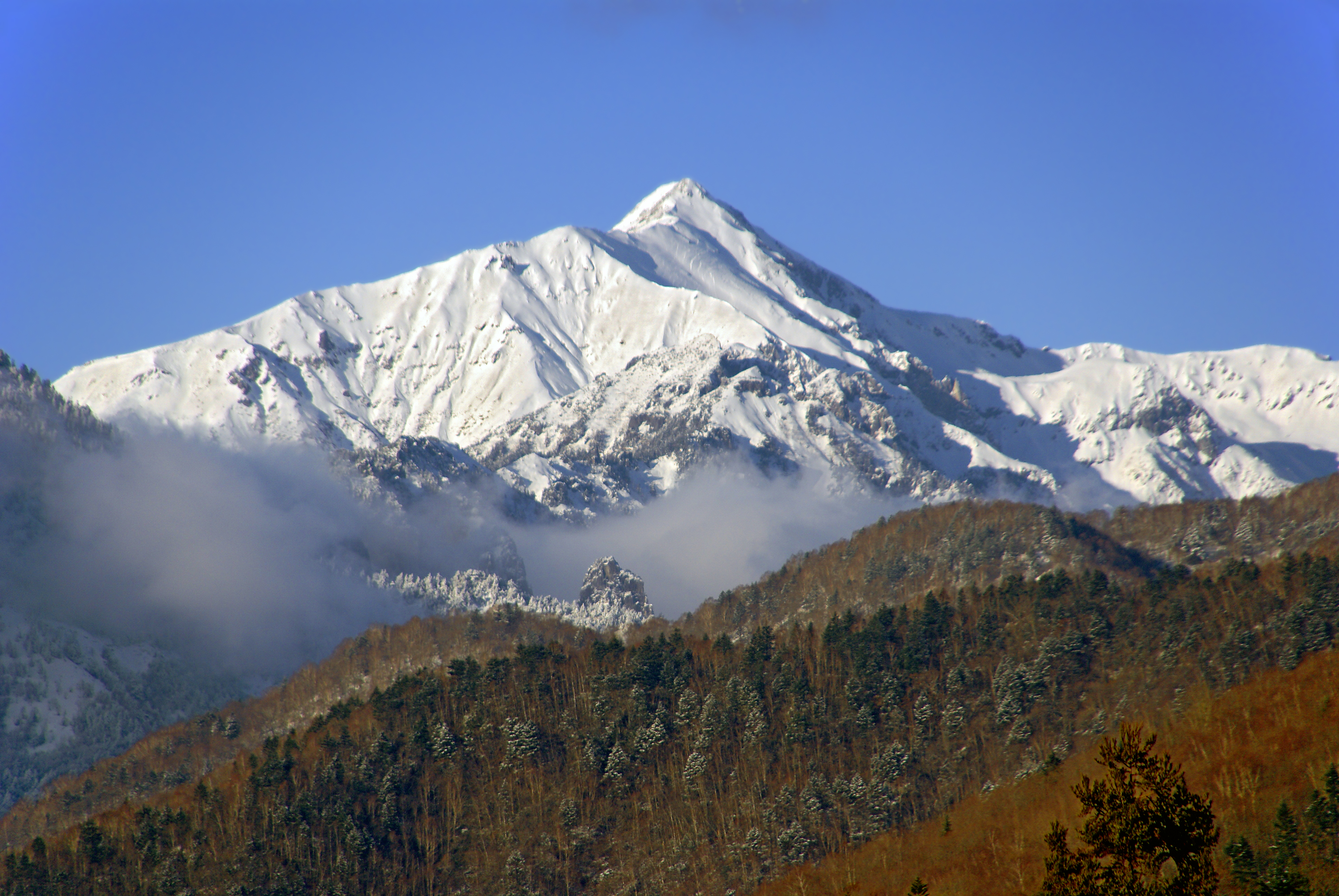
笠ヶ岳
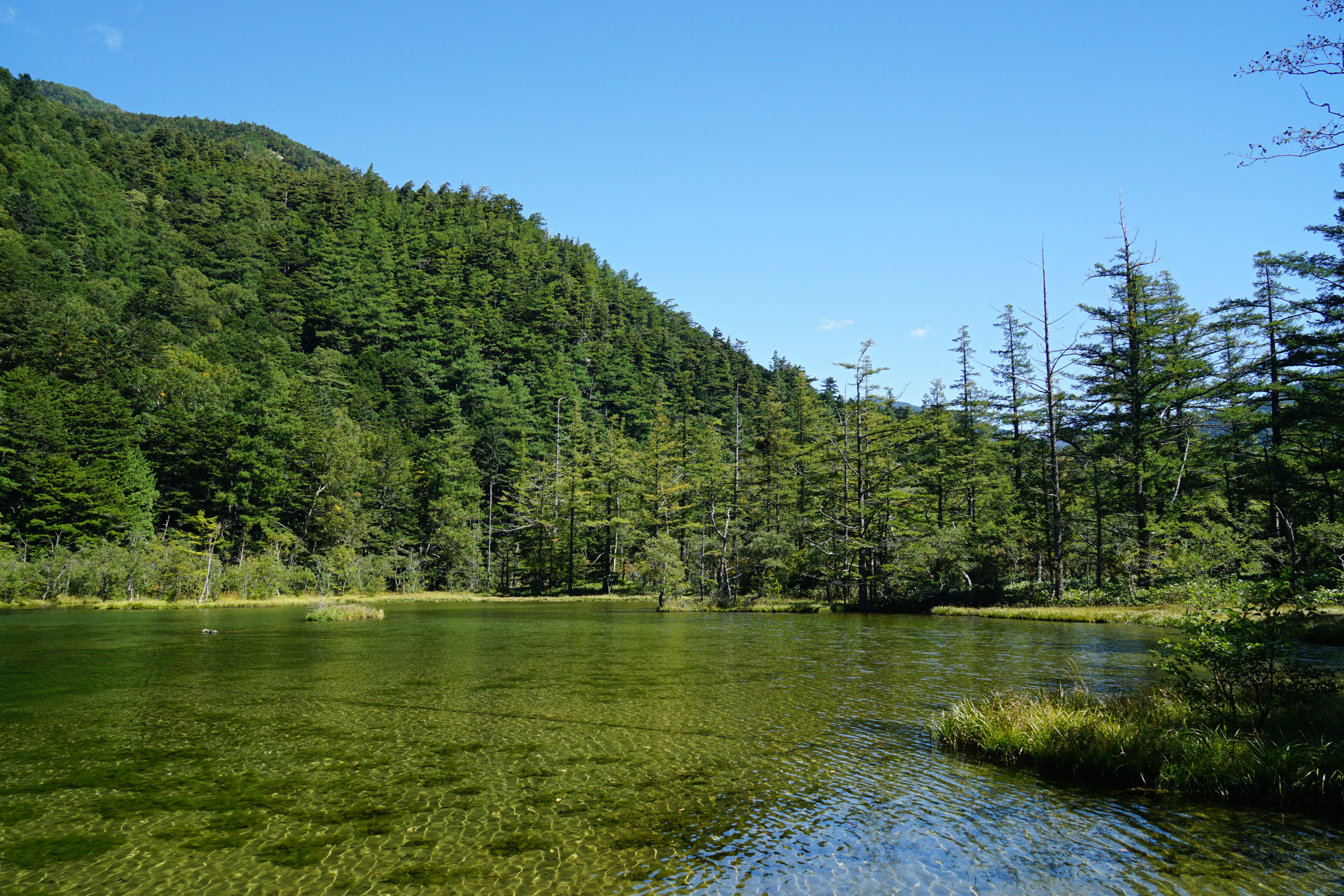
明神池
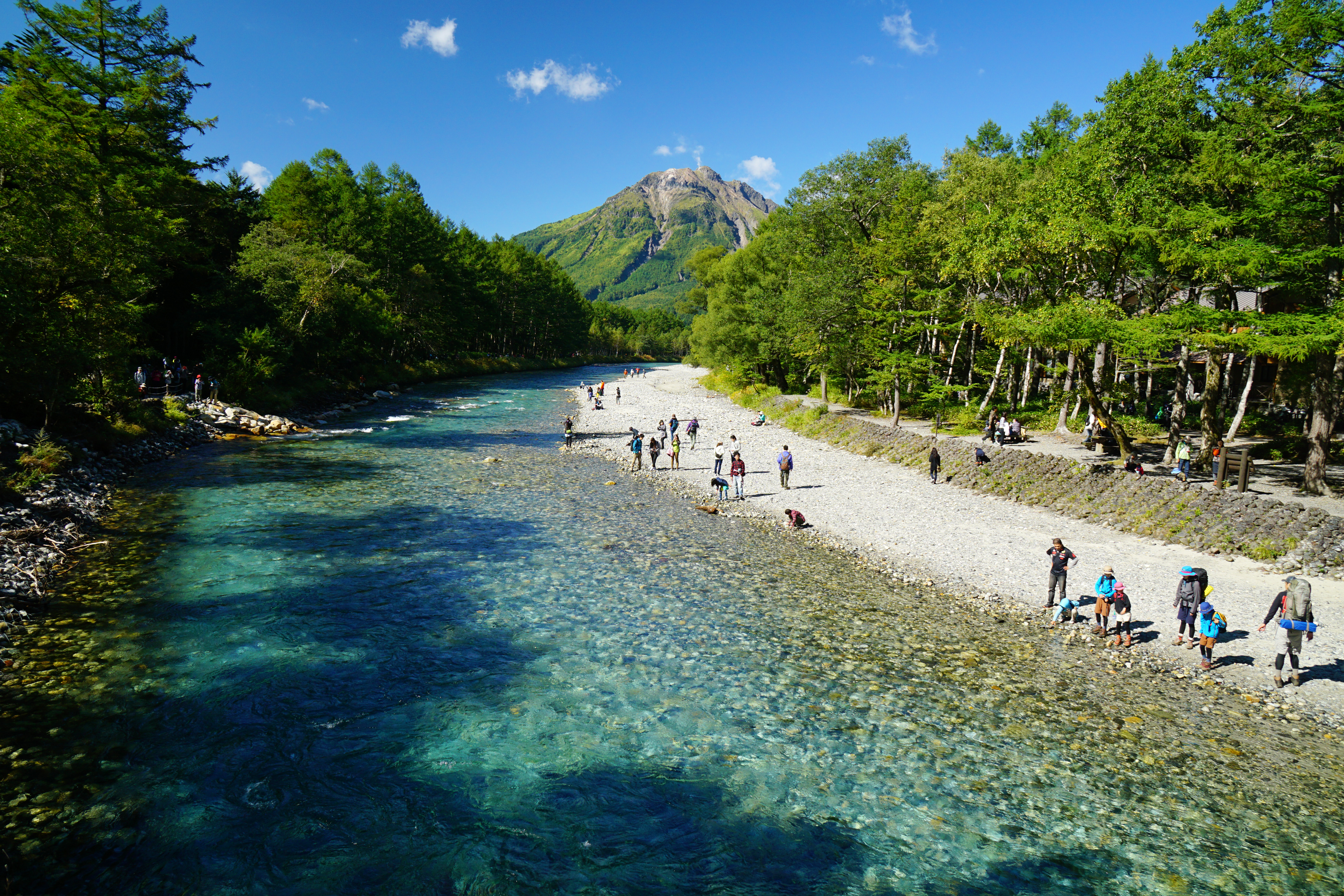
上高地、梓川
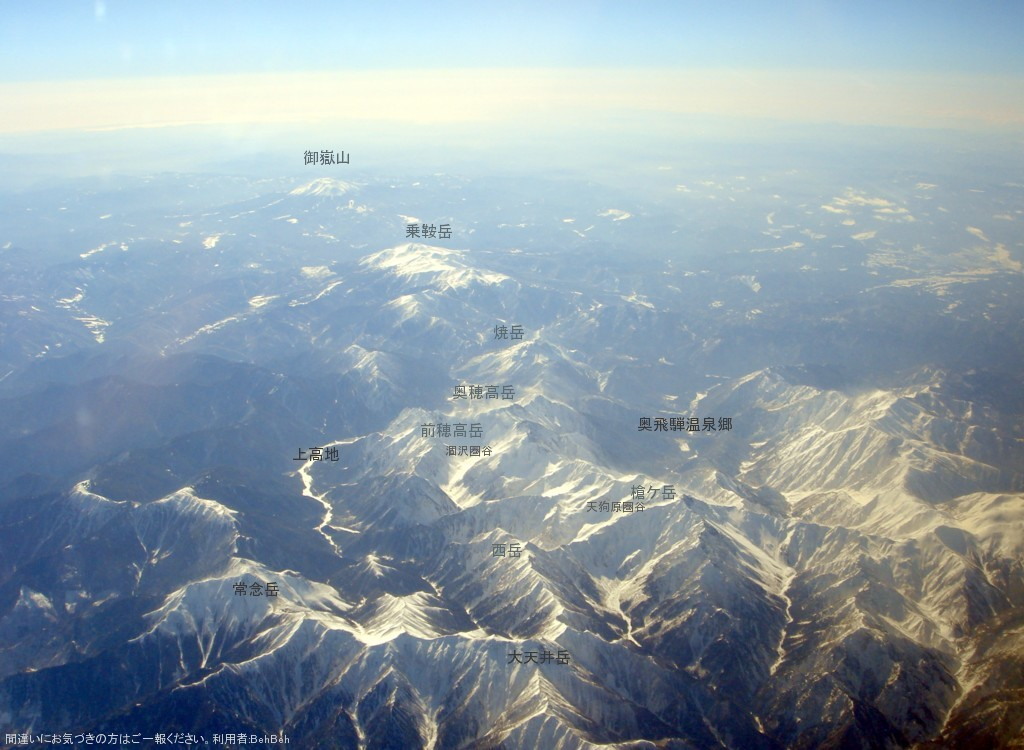
同公園内南部山岳地帯鳥瞰写真。常念岳、大天井岳などの常念山脈があるため、上高地の奥側にある飛騨山脈主稜線上の穂高岳などは松本盆地からは殆ど見えない。